# Labichthys
Labichthys – rodzaj ryb węgorzokształtnych z rodziny nitkodziobcowatych (Nemichthyidae).

## Rozmieszczenie geograficzne
Do rodzaju należą gatunki występujące w wodach wschodniego, zachodniego i południowo-zachodniego Oceanu Atlantyckiego, zachodniego i południowego Oceanu Indyjskiego oraz wschodniego i południowo-zachodniego Oceanu Spokojnego.

## Morfologia
Długość ciała do 80 cm.

## Systematyka
Rodzaj zdefiniowała w 1883 roku para amerykańskich zoologów Theodore Nicholas Gill i John Adam Ryder, w artykule poświęconym diagnozie nowych rodzajów ryb z rodziny nitkodziobcowatych, opublikowanym w czasopiśmie Proceedings of the United States National Museum. Gatunkiem typowym jest (późniejsze oznaczenie) L. carinatus.

### Etymologia
Labichthys: gr. λαβις labis, λαβιδος labidos ‘kleszcze, uchwyt’; ιχθυς ikhthus ‘ryba’.

### Podział systematyczny
Do rodzaju należą następujące gatunki:
- Labichthys carinatus Gill & Ryder, 1883
- Labichthys yanoi (Mead & Rubinoff, 1966)